# Деменко Максим Володимирович
Максим Володимирович Деменко (рос. Деменко Максим Владимирович, нар. 21 березня 1976, Краснодар) — колишній російський футболіст, півзахисник.
Насамперед відомий виступами за клуби «Динамо» (Київ), «Лада» (Тольятті) та «Зеніт», а також національну збірну Росії.

## Клубна кар'єра
У дорослому футболі дебютував 1992 року виступами за команду клубу «Кубань», в якій провів один сезон, взявши участь у 30 матчах чемпіонату. 
Своєю грою за цю команду привернув увагу представників тренерського штабу клубу «Динамо» (Київ), до складу якого приєднався 1994 року. Відіграв за київських «динамівців» наступний один сезон своєї ігрової кар'єри. Протягом 1995 року також грав за «Динамо-2» (Київ).
У 1995 році уклав контракт з клубом «Лада» (Тольятті), у складі якого провів наступні три роки своєї кар'єри гравця.  Більшість часу, проведеного у складі «Лади», був основним гравцем команди.
Згодом з 1998 по 1999 рік грав у складі команд клубів «Крила Рад» (Самара) та «Жемчужина» (Сочі).
З 2000 року один сезон захищав кольори команди клубу «Зеніт».  Граючи у складі «Зеніта» також здебільшого виходив на поле в основному складі команди.
Протягом 2002—2012 років захищав кольори клубів «Ростсельмаш», «Спартак» (Москва), «Динамо» (Краснодар), «Краснодар» та «Жемчужина» (Сочі).
До складу клубу «Чорноморець» (Новоросійськ) приєднався 2012 року. Відіграв за новоросійську команду 10 матчів в національному чемпіонаті.

## Виступи за збірну
У 2000 році дебютував в офіційних матчах у складі національної збірної Росії. Провів того року у формі головної команди країни 2 товариські матчі.
| Дата       | Місто  | Господарі | Результат | Гості      | Турнір           | Голи | Примітки |
| ---------- | ------ | --------- | --------- | ---------- | ---------------- | ---- | -------- |
| 26/04/2000 | Москва | Росія     | 2 – 0     | США        | товариський матч | -    |          |
| 31/05/2000 | Москва | Росія     | 1 – 1     | Словаччина | товариський матч | -    | 69'      |
| Усього     |        | Матчів    | 2         |            | Голів            | 0    |          |